# إيميل فرنسيس
إيميل فرنسيس هو لاعب هوكي الجليد كندي، ولد في 13 سبتمبر 1926 في نورث باتلفورد في كندا.

## وصلات خارجية
- إيميل فرنسيس على موقع دوري الهوكي الوطني (الإنجليزية)
- إيميل فرنسيس على موقع EliteProspects.com (الإنجليزية)
- إيميل فرنسيس على موقع HockeyDB.com (الإنجليزية)
- إيميل فرنسيس على موقع Hockey-Reference.com (الإنجليزية)
- إيميل فرنسيس على موقع قاعة مشاهير الرياضة في ساسكاتشوان (الإنجليزية)